# Чирикау
Чирикау (осет. Чъырыхъæу) или Сакире (осет. Сачъыре, груз. საკირე — Сакире) — село в Закавказье, расположено в  Дзауском районе Южной Осетии, фактически контролирующей село; согласно юрисдикции Грузии — в Джавском муниципалитете. 
Входит в состав Хслебской сельской администрации в РЮО.

## География
Село расположено к югу от райцентра посёлка Дзау и села Хслеб, на правом берегу реки Большая Лиахви.

## Население
В 1987 году в селе Сакире проживало 150 человек. По переписи 2015 года численность населения с. Чирикау составила 89 жителей. 

## Топографические карты
- Лист карты K-38-52 Джава. Масштаб: 1 : 100 000. Состояние местности на 1987 год. Издание 1989 г.